# Sébastien Thoen
Sébastien Thoen est un comédien, animateur de télévision, et chroniqueur radio français, né le 3 janvier 1977 à Rueil-Malmaison.

## Biographie

### Famille, jeunesse et formation
Né d'un père ancien adjudant-chef de la Garde républicaine et d'une mère vendeuse, Sébastien Thoen grandit dans des casernes au rythme des affectations de son père, notamment à Montluçon (Allier) et dans le 7e arrondissement de Paris.
Il est élève au lycée Victor-Duruy de Paris où il fait la connaissance de Julien Cazarre en classe de première,.
Il est titulaire d'un baccalauréat économique et social[réf. souhaitée], puis entre à l'université, où il étudie l'histoire puis le sanskrit (langue indo-européenne).

### Carrière professionnelle
Sébastien Thoen commence sa carrière en 1996, où il travaille pour les émissions de Karl Zéro, Le Vrai Journal et Le Journal des Bonnes Nouvelles en 2002.
En 2004, il intègre l'émission Les Hyènes de Caroline Diament, aux côtés de Julien Cazarre et Thomas Séraphine. Avec ces derniers, il crée la même année, le programme Défis et des garçons diffusé sur Comédie !.
De 2006 à 2009, il participe à Action Discrète ; émission de caméras cachées et de parodies diffusée sur Canal+ avec Julien Cazarre, Thomas Séraphine, Pierre Samuel et Patrice Mercier. En février 2014, l'équipe annonce son retour sur YouTube.
En 2007, Sébastien Thoen est chroniqueur de L'Édition spéciale de Canal+, présentée alors par Samuel Étienne. À la rentrée 2013, il devient chroniqueur dans l'émission Le Grand Journal. Une de ses chroniques humoristiques, à l'occasion de la venue d'Élie Semoun, lui vaut une polémique avec le CRIF qui l'accuse de « banaliser l'antisémitisme ».
De septembre 2014 à décembre 2020, il présente Le Journal du hard,.
En mai 2016, il anime le jeu Hashtag ou Dièse ? sur D17.
Il alimente une rubrique intitulée Pariez près de chez vous en partenariat avec Winamax, qui est diffusée[Où ?] avant chaque journée de championnat Ligue 1 Conforama.
Le 16 juin 2018, il commente le match de Coupe du monde de football France-Australie aux côtés de Thomas Thouroude et Didier Roustan et, jouant le rôle d'un supporteur énervé, crée la polémique en insultant certains Bleus et exprimant des clichés sur les Australiens.
Le 28 octobre 2018, il commente le classico Olympique de Marseille / Paris Saint-Germain aux côtés de Julien Cazarre sur Canal+ Décalé. Encadrés de Laurent Weil, Cazarre et Thoen affichent respectivement leurs couleurs pour Paris et Marseille.
D'août 2019 à novembre 2020, il intervient chaque samedi dans le Canal Sports Club pour proposer une chronique humoristique.
En juin 2021, Sébastien Thoen rejoint l'émission Les Grosses Têtes sur RTL.
En juillet 2022, RTL annonce son arrivée dans la matinale en compagnie, entre autres, de Sandrine Sarroche et Bertrand Chameroy. Il présente une chronique chaque jeudi, dans le cadre de RTL Sans Filtre. La rubrique s'arrête après une saison.
En mai 2023, le retour de Sébastien Thoen sur Canal+ est annoncé. C'est Vincent Bolloré lui-même qui aurait remarqué Sébastien Thoen en écoutant Les Grosses Têtes sur RTL et décidé de lui proposer de le recruter sans savoir qu'il avait lui même décidé de son éviction. Ce retour est critiqué par d'anciens journalistes de Canal+ licenciés après l'avoir soutenu lors de son propre licenciement.

### Affaire du licenciement par Canal+
En novembre 2020, Sébastien Thoen participe à une parodie de l'émission L'Heure des pros, diffusée sur CNews (groupe Canal+) en L'Heure des pronos, pour le compte de la chaîne de pari sportif Winamax. Il y interprète un certain Lionel Messiha, en référence à Jean Messiha, intervenant régulier de l'émission. Il est entouré de Thomas Séraphine, dans le rôle de Michel Saindoux et Julien Cazarre qui joue Pascal Prono, référence à Pascal Praud, l'animateur de l'émission. Quelques jours plus tard, il est licencié par Canal+, en raison de sa participation à cette parodie, ce qui met un terme à sa chronique dans le Canal Sports Club et à sa présentation du Journal du hard,.
Le 4 décembre, un communiqué de la société des journalistes de Canal rassemble cent cinquante signataires pour dénoncer l’« éviction » de Sébastien Thoen et pour affirmer leur attachement à « la liberté d'expression, de caricature et de parodie pour tous les membres du groupe dans les limites fixées par la loi ». Parmi les nombreux signataires, on retrouve Habib Beye, Mathieu Blin, Olivier Dacourt, Laurie Delhostal, Sidney Govou, Jessica Houara, Marie Portolano, Olivier Tallaron et Nicolas Tourriol. Le journaliste Stéphane Guy, ayant lui aussi fait part de son soutien à l'animateur, est mis à pied à son tour par Canal+ une semaine plus tard, puis licencié après 23 ans de contrat.

## Vie privée
Il vit en couple avec la créatrice de la marque Suzie Winkle, Laurence Aragües, avec laquelle il a eu un fils, Lucien.

## Filmographie
Sauf indication contraire, les informations mentionnées dans cette section peuvent être confirmées par les bases de données cinématographiques IMDb et Allociné,  présentes dans la section « Liens externes ».

### Comme acteur

#### Cinéma
- 2009 : 8th Wonderland de Nicolas Alberny et Jean Mach
- 2012 : Mais qui a re-tué Pamela Rose ? de Kad Merad et Olivier Baroux : le présentateur de télévision
- 2016 : La Folle Histoire de Max et Léon de Jonathan Barré : un soldat vichyste

#### Courts métrages
- 2005 : J'ai un trou d'Edgar Marie et Benoît Neveur : Benjamin
- 2012 : T'es moche de Yasmina Bennani : policier[26]

#### Télévision
- 2006 : Action discrète (émission de caméras cachées et de parodies) : personnages divers
- 2012 : Palmashow (émission de parodies) (2 épisodes)
- 2012 : Very Bad Blagues (émission de parodies) (1 épisode)
- 2021 : Carrément craignos (série télévisée), épisode 1 : l'animateur de télévision
- 2022 : Hôtel du temps (émission télévisée sur France 3) : le Concierge
- 2023 : En place, série Netflix de Jean-Pascal Zadi et François Uzan : lui-même

### Autres
- 2007 : Brigitte et moi (moyen métrage documentaire) de Nicolas Castro - scénariste
- 2012 : Quand ils veulent virer leur coloc , vidéo humoristique du Palmashow- Very Bad Blagues - un des 7 nains- Grincheux
- 2014 : Marseille Gangsters (documentaire, émission Spécial Investigation) - réalisateur